# Édgar González
Pour le joueur de baseball du même nom, voir Edgar Gonzalez.
Édgar Gerardo González Elizondo (né le 23 février 1983 à Monterrey, Nuevo León, Mexique) est un lanceur droitier qui a évolué dans la Ligue majeure de baseball de 2003 à 2013.

## Carrière
Édgar González signe son premier contrat professionnel en 2000 avec les Diamondbacks de l'Arizona. Il débute en ligues mineures en 2002 avec le club-école de niveau A des Diamondbacks à South Bend dans la Ligue Midwest. À sa première partie, il lance un match sans point ni coup sûr contre les Whitecaps de West Michigan pour sa première victoire dans le baseball professionnel. González passe en Ligue majeure le 1er juin 2003 alors qu'il fait ses débuts avec les Diamondbacks. En juillet suivant, le joueur recrue s'aligne avec l'équipe mondiale à la partie des Étoiles du futur disputée à Chicago.
Il lance pour Arizona jusqu'en 2008. En 10 départs comme lanceur partant en 2004, il encaisse 9 défaites et ne remporte aucune victoire. Alternant entre les postes de partant et de releveur, il affiche sa meilleure moyenne de points mérités (4,22 en 42 manches et deux tiers lancées) en 2006 et atteint des records personnels de 8 victoires et 62 retraits sur des prises en 2007. González présente une moyenne de points mérités de 5,90 en 257,2 manches lors de ses 80 parties jouées au total dans l'uniforme des Diamondbacks.
Il évolue pour les Athletics d'Oakland en 2009 avant de passer la saison de baseball 2010 en Corée du Sud avec les LG Twins de la KBO.
Il est de retour aux États-Unis en mars 2011 et est de l'entraînement de printemps des Rays de Tampa Bay, qui l'assignent aux ligues mineures avant de le libérer en juin. Mis sous contrat par les Rockies du Colorado, il dispute un match de Ligue majeure avec ce club en 2011. Brièvement revenu dans le giron des A's d'Oakland, il ne franchit pas le cap de leur entraînement printanier de 2012 et les Rockies lui offrent un nouveau contrat des ligues mineures en avril. Retranché par le club, il joue durant l'été 2012 en Ligue mexicaine de baseball avec les Sultanes de Monterrey. Le 23 août, il est mis sous contrat par les Astros de Houston et apparaît dans six de leurs matchs en fin de saison : il reçoit quatre décision (trois victoires et une défaite) et présente une moyenne de points mérités de 5,04 au cours de ces six départs.
Le 7 avril 2013, Gonzalez est réclamé au ballottage par les Blue Jays de Toronto.